# 前99年
| 千纪： | 前1千纪 |
| 世纪： | 前2世纪 \| 前1世纪 \| 1世纪                                                                                     |
| 年代： | 前120年代 \| 前110年代 \| 前100年代 \| 前90年代 \| 前80年代 \| 前70年代 \| 前60年代                             |
| 年份： | 前104年 \| 前103年 \| 前102年 \| 前101年 \| 前100年 \| 前99年 \| 前98年 \| 前97年 \| 前96年 \| 前95年 \| 前94年 |
| 纪年： | 西汉天汉二年 |

## 大事记
- 漢武帝命貳師將軍李廣利對匈奴發動天山之戰，出酒泉於天山攻匈奴右賢王，靠司馬趙充國血戰，得出重圍，汉軍死二萬餘人。騎都尉李陵出居延，至浚稽山，兵敗，降匈奴。
- 汉朝郡國官吏多殘酷，關東盜賊蜂起，汉武帝頒沉命法：盜起不發覺，發覺而逮捕不滿限額者，大小官吏均處死。
- 司馬遷被下腐刑。